# 李天经
李天经（1579年—1659年），字仁常，一字性参，又字长德，北直隸赵州（今属河北）吴桥县人，明末官員、數學家、天文历法家。

## 生平
生于万历七年（1579年），万历四十一年（1613年）成进士。乞授郡博士，以便终养。擢户部主事，历员外、郎中，出知济南府。天啓四年丁父母忧归。崇祯五年（1632年）入历局，至翌年（1633年）徐光启卒后主持历局，并承徐光启遗愿完成《崇祯历书》137卷，还主持翻译了《坤舆格致》4卷。崇祯十一年（1638年）升为光禄寺卿，直至明末寇乱四起，他才告老还乡，清顺治十六年（1659年）卒。享年80岁。

## 家族
祖李懿，官陕西按察司西宁兵备副使。祖母梁氏。父李如峰，字邦瞻，號西轩。母于氏，封恭人。